# Frontera indígena sur del virreinato del Río de la Plata
La frontera indígena sur del virreinato del Río de la Plata era el límite austral hasta donde este virreinato lograba ejercer su dominio real y efectivo pues más allá del mismo se encontraban territorios que en los hechos eran controlados por los distintos pueblos indígenas que habitaban la región pampeana y la Patagonia, principalmente los tehuelche, pehuenches, los mapuches, y los ranqueles. 

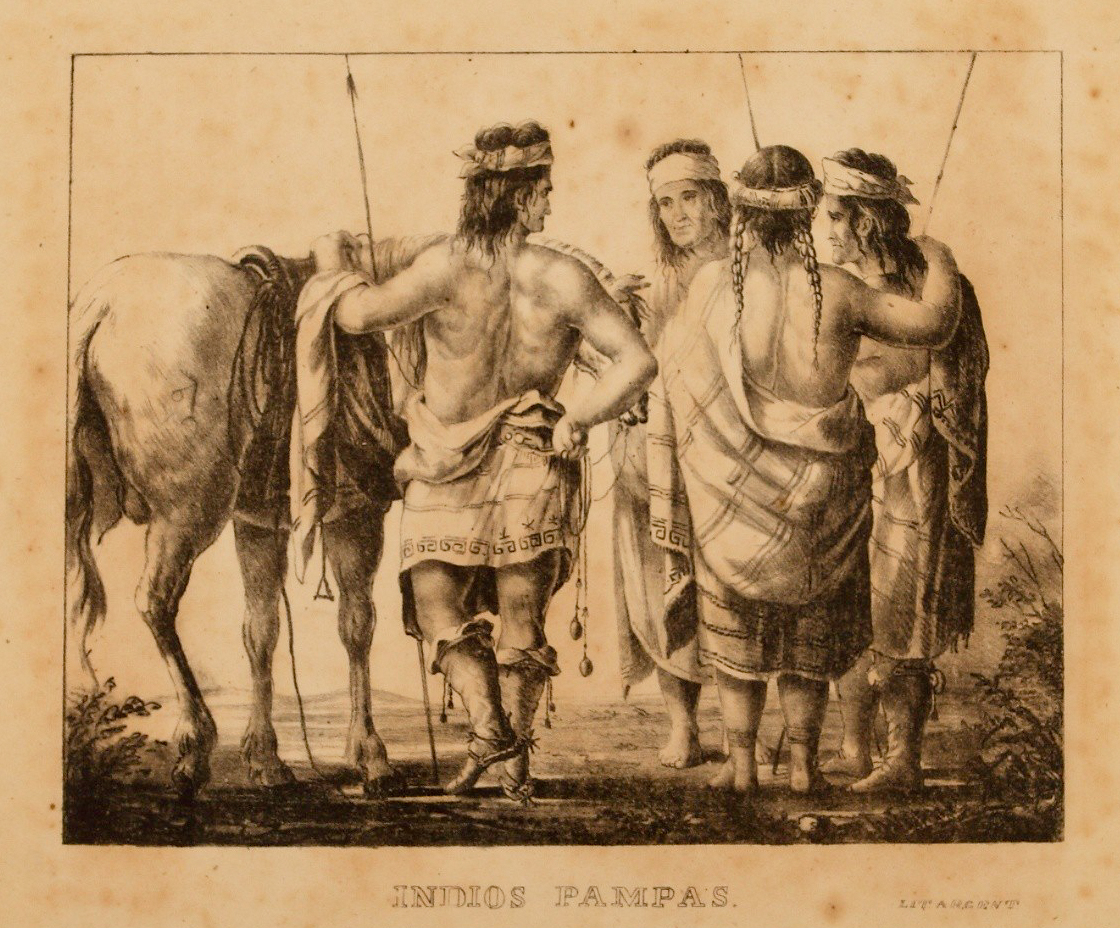
Carlos Morel, Indios pampas (Serie Ibarra). Siglo XIX. Visible: 25 x 28 cm Litografía: 21 x 26,5 cm, litografía sobre papel

Diversas campañas militares y acuerdos de paz fueron realizados entre los españoles y los indígenas con el objeto de contener sus ataques o de avanzar sobre estas tierras, para incorporarlas.

## Antes de la creación del virreinato del Río de la Plata
Una vasta área de la región pampeana y la Patagonia constituyeron un amplio territorio indígena, que nunca pudo ser conquistado efectivamente por la Corona española. A la llegada de los españoles al sur del continente americano estos espacios geográficos estaban poblados por los pampas y los tehuelches o patagones.
Ya desde principios del siglo XVI, desde el descubrimiento y desembarco español en el Río de la Plata y posteriormente con la fundación de la ciudad de Buenos Aires en 1536, se produjeron las primeras confrontaciones entre los conquistadores de la región pampeana -que era parte integrante del inmenso virreinato del Perú- y los indígenas que habitaban estas tierras denominados pampas o hets o querandíes, llamados luego ranqueles, una vez incorporados a la cultura mapuche en el siglo XVIII. 
A partir del siglo XVII una pequeña cantidad de ganado bovino y caballar abandonado por los españoles en las pampas, se multiplió naturalmente hasta conformar enormes manadas salvajes. Los pampas y serranos comenzaron a comercializar vacas y caballos salvajes con los mapuches que habitaban lo que actualmente es Chile, lo que impulsó a estos a trasladarse hacia el actual territorio argentino para explotar ellos mismos el ganado. Desde ese momento comenzó el proceso de araucanización que fue unificando a las tribus bajo el dominio y la cultura mapuche.

### La llegada de los aucas araucanos

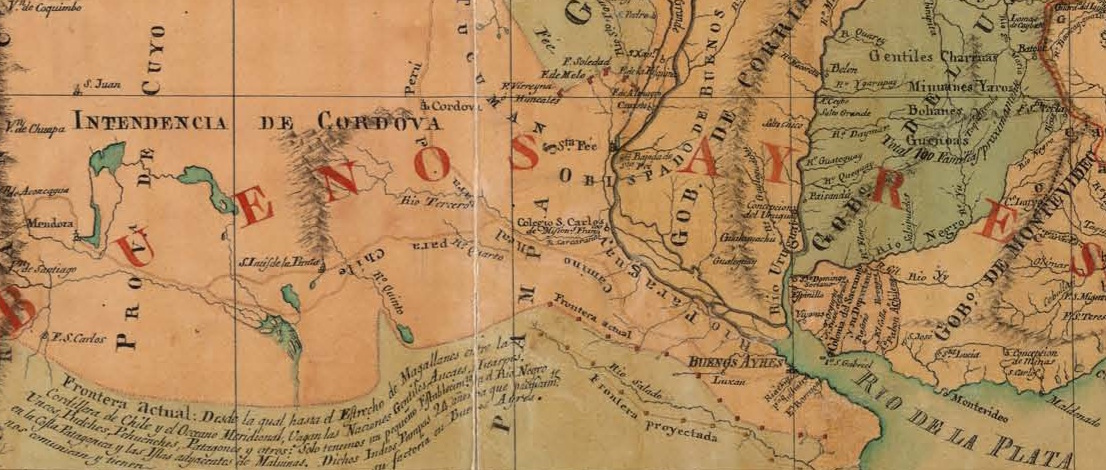
Trazado de la frontera indígena sur en el mapa del Virreinato del Río de la Plata realizado por Miguel de Lastarria en 1804, incluido en la obra titulada “Colonias orientales del Río Paraguay o de la Plata. Tomo 3. Reorganización y plan de seguridad exterior de las muy interesantes colonias orientales del Río Paraguay o de la Plata”.

Los españoles denominaron vaquerías a las expediciones de caza del ganado cimarrón. También los indígenas y los gauchos se dedicaron a la caza de esos animales, lo que llevó a enfrentamientos entre ellos. Los indios atacaron constantemente las posiciones españolas mediante un sistema de ataques en masa, denominados malones o malocas, utilizando diestramente los caballos, largas lanzas y boleadoras.
Durante el siglo XVIII los conflictos armados entre blancos e indios fueron permanentes en la región. Los primeros antecedentes datan de 1711, cuando vaqueadores fueron atacados por aucas araucanos. En 1714, el Cabildo de Buenos Aires pidió al gobernador que:

(...) se contengan los Yndios Aucas (...) que lastimosamente han ocasionado y ocasionan, y anualmente están excutando los Yndios de la jurisdicción del Reino de Chile, en las tierras realengas de esta ciudad.

En 1715, reiteró el pedido de repeler: (...) a los Yndios Aucas que han invadido la jurisdicción de la provincia y asolado los campos.
En 1716, se firmó un tratado de paz entre los caciques Yahatti y Mayupulquiyá y el gobernador de Buenos Aires, realizándose la primera expedición a las Salinas Grandes en busca de sal, mineral de gran importancia para la conservación y el salado de la carne. Los enfrentamientos se intensificaron desde 1730, produciéndose un ataque serrano al pago de Arrecifes el 29 de agosto de 1737, que dio como resultado la construcción al año siguiente de un fuerte. En 1738, el gobernador Salcedo expulsó a las tribus de los caciques Mayulpilqui y Talhuet del territorio al sur del río Salado, lo que produjo un ataque de 2.000 aucas convocados por los pampas sobre Areco y Arrecifes. Los españoles reaccionaron sobre los toldos del cacique Calelián, cuyo hijo se vengó en 1739 atacando las estancias de Luján, matando a muchos blancos, tomando cautivos y arreando miles de cabezas de ganado. A consecuencia del malón, se formó una milicia de 600 hombres, que no tuvo éxito en castigar a los pampas de Calelían.
El cacique pampa Cangapol organizó una confederación de pampas, huilliches, pehuenches, aucas y tehuelches con unos 4.000 guerreros, que atacó en noviembre de 1740 en las Fontezuelas, el río Luján arriba y el pago de la Matanza y el 26 de noviembre un malón sobre Magdalena que llegó hasta la Ensenada de Barragán. El 19 de julio de 1741 fue atacado nuevamente el pago de Luján. El 25 de julio de 1741, un aviso enviado desde Mendoza alertó a Buenos Aires que el cacique Belgamain había invadido el sur de Córdoba, por lo que el Cabildo de Buenos Aires envió al maestre de campo Cristóbal Cabral para conseguir la paz con los pampas. Se firmó un tratado de paz con los pampas del cacique Cangapol en 1742, quien fue reconocido como autoridad máxima de los pampas y custodio de la frontera establecida en el río Salado.
Los españoles construyeron entonces una línea de fortines cercana a Buenos Aires y Córdoba, para avanzar y ocupar las zonas exclusivas de caza. 
Simultáneamente, desde la Capitanía General de Chile se libraba una guerra sistemática entre los españoles y los mapuches o araucanos, conocida como la Guerra de Arauco. Al mismo tiempo los diversos pueblos indios guerreaban contra los españoles también lo hacían entre sí. De este modo, entre los siglos XVII y XVIII los mapuches impusieron su cultura a la mayor parte de los pueblos indígenas que habitaban la Pampa y el norte de la Patagonia oriental.
Entre 1739 y 1753, los misioneros de la Compañía de Jesús se establecieron en las Misiones jesuitas de la Pampa.
El 28 de julio de 1744 doscientos pehuenches atacaron Cañada de la Cruz y otra vez Luján. Cabral salió a perseguirlos, matando 70 indígenas. En 1745, el maestre de campo Juan de San Martín fundó la Guardia del Zanjón en el pago de Magdalena. 
A principios de 1745, el hijo de Calelián asaltó las estancias de Lujan y fue capturado y desterrado a la Banda Oriental, muriendo en el viaje.
En 1750, Cangapol y el cacique Felipe Yahati pusieron fin al tratado de paz y destruyen las misiones jesuitas de Nuestra Señora de los Desamparados y Nuestra Señora de la Concepción. En agosto los serranos atacaron el Zanjón y Magdalena. En abril y agosto de 1751, los serranos malonearon Pergamino y en diciembre Magdalena.
Entre enero y abril de 1752, se produjeron tres invasiones indígenas, lo que llevó a la formación del Cuerpo de Blandengues de la Frontera de Buenos Aires. Los serranos atacaron de nuevo Magdalena.
Cangapol volvió a la paz con los españoles avisando de la llegada del cacique pehuenche Huelquín a la zona del Tordillo en julio de 1753, el cual atacó Arrecifes a principios de noviembre.
En noviembre de 1754, los pehuenches atacaron Salto y nuevamente Arrecifes. En 1758, hubo un ataque serrano y otro de aucas que pertenecían a lo que en la actualidad es Chile.
En 1760, fue fundada la Guardia de Samborombón sobre el río Samborombón. Ese año se produjo un ataque tehuelche.
A pesar de este permanente enfrentamiento entre los españoles y los indios, algunos indígenas solían trabajar en las estancias españolas, mezclándose con europeos, negros y otros indígenas. El origen social de los gauchos está relacionado con este proceso de mezcla de razas.
En 1770, el capitán Juan A. Hernández realizó una expedición contra los tehuelches por orden de Juan José de Vértiz y Salcedo. Ese año se firmó un tratado entre el maestre de campo Manuel Pinazo y los aucas. Posteriormente Pinazo realizó expediciones a las Salinas Grandes en busca de sal durante varios años.
En 1773, huilliches y llanistas atacaron la frontera bonaerense.
En 1774, el cacique huiliche Guchulep derrotó, mató y desplazó a los tehuelches entre el río Colorado y la sierra de la Ventana.

## Frontera de Buenos Aires durante el virreinato del Río de la Plata

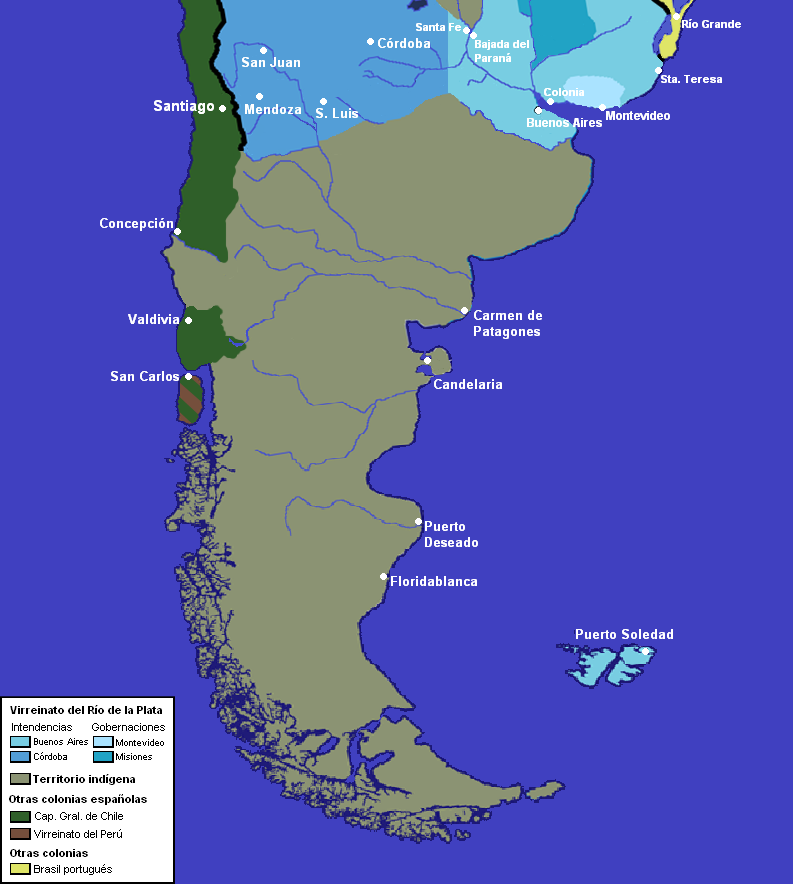
Territorios y frontera de los indígenas durante el virreinato del Río de la Plata.

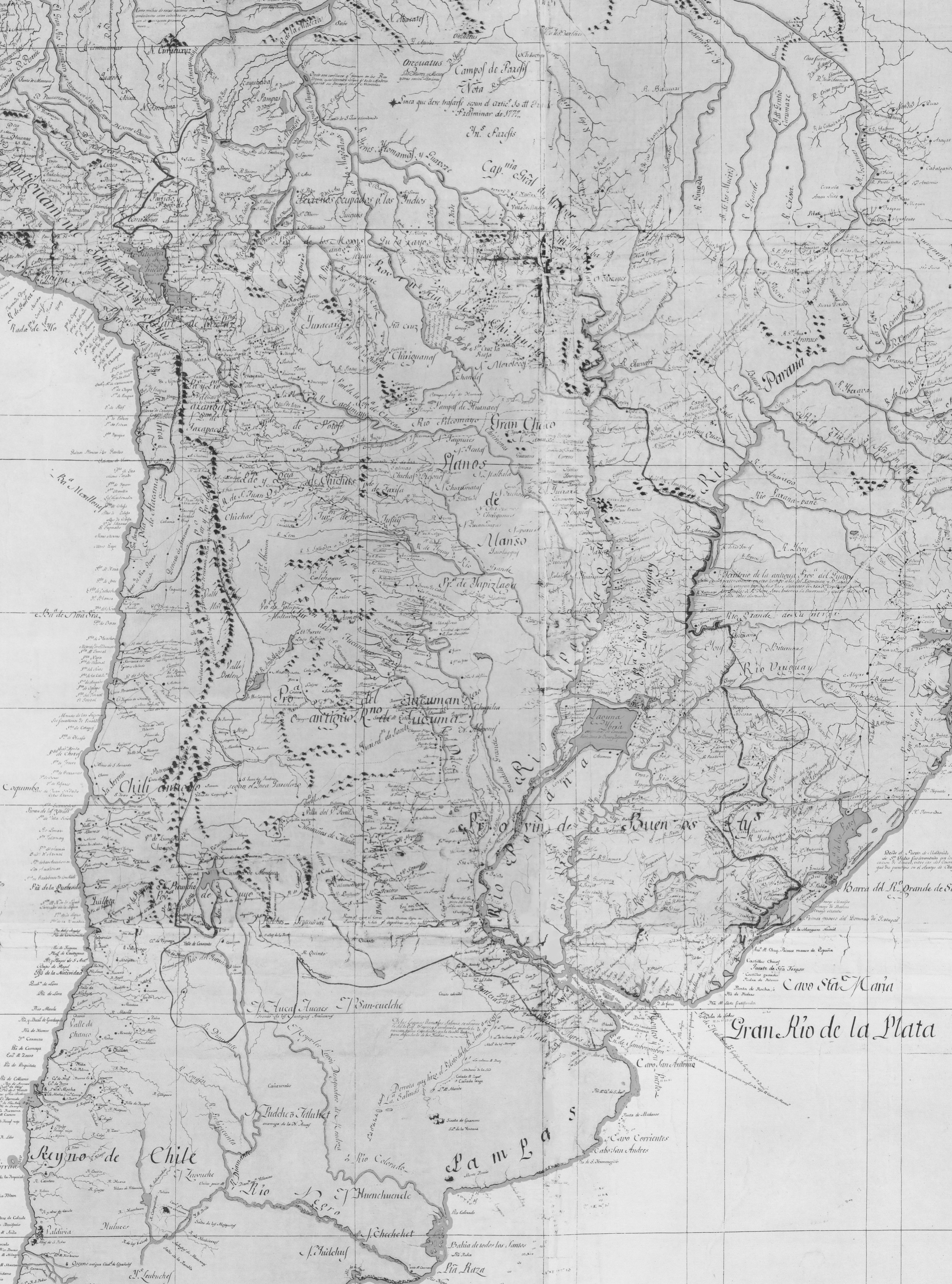
Virreinato del Río de la Plata en el mapa de la América del Sur de Agustín Ibáñez y Bojons del año 1800.

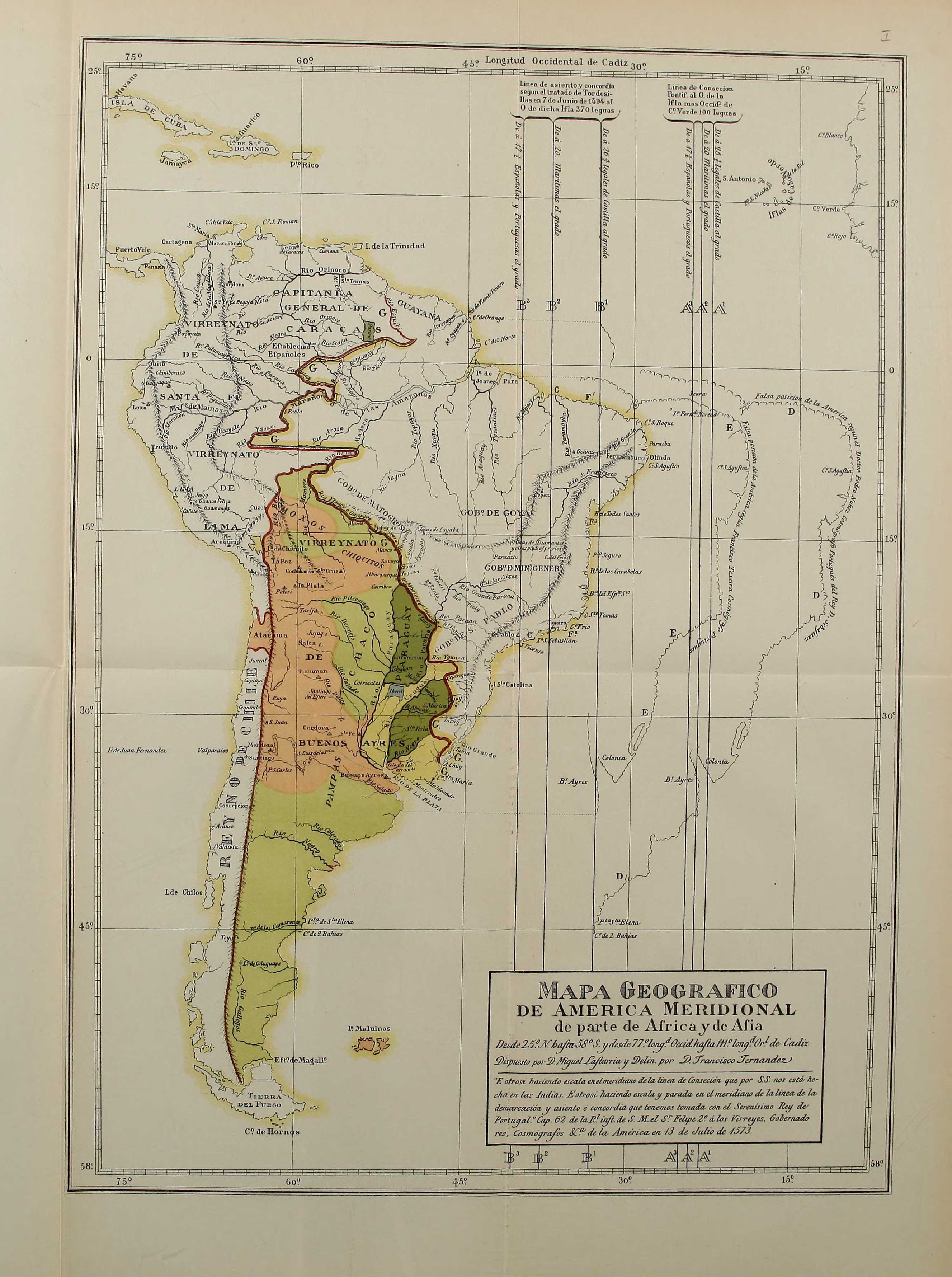
Mapa del Virreinato del Río de la Plata realizado por Miguel de Lastarria en 1804, incluido en la obra titulada “Colonias orientales del Río Paraguay o de la Plata. Tomo 3. Reorganización y plan de seguridad exterior de las muy interesantes colonias orientales del Río Paraguay o de la Plata”.

Entre las reformas borbónicas se destacó la creación del virreinato del Río de la Plata con importantes territorios del sur que hasta ese momento habían pertenecido al extensísimo virreinato del Perú.
En 1777, el virrey Pedro de Cevallos diseñó el Plan de Entrada General, que consistía en penetrar en las pampas para avanzar la frontera indígena y se realizaría con cuatro columnas que debían partir simultáneamente de Buenos Aires, Córdoba, San Luis y Mendoza. El virrey elevó el proyecto al Rey y fue aprobado mediante Real Orden del 5 de marzo de 1778.
En 1777, se produjo un malón sobre Saladillo protagonizado por pehuenches, pampas y aucaes, al mando del cacique gobernador Pinalefi, junto con los caciques Curruibilu y Guenocal, y el apoyo del cacique Yanquelemus.
En 1779, se produjeron 6 malones sobre Melincué, el pago de los Arroyos, Pergamino y Magdalena. Una confederación de caciques envió a Linco Pangui a negociar la paz con el virrey Vértiz en 1779, pero este lo desterró a Montevideo y luego a las islas Malvinas.
Vértiz encargó al teniente coronel Francisco de Betbezé y Ducós el relevamiento de la frontera, quien el 12 de abril de 1779 junto al comandante de fronteras Juan José Sardén, al comandante del Zanjón, Pedro Escribano y a Nicolás de la Quintana, elevó un informe:

si se determinare (como lo creo útil y conveniente y aún necesario por ahora) subsistan las guardias de la frontera donde actualmente se hallan, o inmediaciones que dejo insinuadas, gradúo indispensable construir un reducto junto a la laguna de los Ranchos entre el Zanjón o Vitel y el Monte; regularizar la mayor parte de los fuertes que están en disposiciones despreciables y construir algunos en las inmediaciones indicadas de los que se hallan de mudar: de forma que los de Vitel, Monte, Luján, Salto y Rojas, sean guardias principales y residencias o cuarteles de cinco compañías indispensables de Blandengues, y el proyectado de los Ranchos con la de Lobos, Navarro y Areco, sirvan de fortines con una pequeña compañía para estrechar las venidas y facilitar la recorrida del campo (...)

El plan de Vértiz dio como resultado nuevos ataques de aucas y tehuelches al mando del cacique Negro en agosto de 1780 sobre Chascomús y Luján, según lo relató el mismo virrey:

orden y aumento de nuestras fuerzas en la frontera la miraron con otro respeto, y en lugar de continuar sus robos y muertes con el corto número que antes lo hacían con el repetido escarmiento que padecían los que venían a potrerear a las inmediaciones del Salado, hicieron causa común y así unidos se vio la noche del 27 al 28 de agosto de 1780 una entrada compuesta de varias naciones estacionadas normalmente en Ventana y Salinas Grandes, excedente de mil indios, que atacaron el partido de Luján. Robaron cuantiosos ganados y mataron cincuenta Blandengues que salieron en su búsqueda, sin saber el número del enemigo que perseguían; el 30 ya había cruzado el Salado.

En 1779, los milicianos de la Guardia de Samborombón fueron trasladados al nuevo Fuerte de San Juan Bautista de Chascomús sobre la laguna Vitel, quedando abandonada la guardia.
En nuevo ataque sobre Luján ocurrió en diciembre de 1780, de aucas y pampas al mando de los caciques Chahuen, Calboner, Álcali y Guchilapen.
A fines de 1781, el comandante Sardén combatió en la laguna de Esquivel (cerca de Chascomús) con una partida de indígenas, muriendo 30 combatientes por bando.
En 1782, 18 caciques enviaron al cautivo Pedro Zamora a ofrecer la paz a Vértiz, quien la concedió y se firmó en Buenos Aires en el invierno de 1782, siendo Lorenzo Calpisqui el cacique principal tehuelche con dominio entre las sierras de Tandil y de la Ventana. Vértiz los reconoció como cacique principal de todas las pampas. Se permitiría a los indígenas usufructuar los ganados cercanos a los fuertes a cambio de alertar sobre los movimientos de los ranqueles.
En 1783, una coalición de ranqueles, tehuelches y pampas que no adhirieron al tratado atacó Luján, Navarro y La Choza.
El comisario superintendente de Carmen de Patagones, Juan de la Piedra, se propuso romper la dependencia que tenía en cuanto a abastecimiento de ganado del cacique Negro y ampliar el territorio de la colonia atacando a los indígenas con quienes se había firmado la paz en 1782. A mediados de diciembre de 1784 partió de Patagones con 200 hombres hacia la sierra de la Ventana, estableciendo allí su campamento a orillas del arroyo Sauce Chico. En el camino asesinó a 15 personas de la tribu del cacique Francisco. Desde el campamento destacó una columna de 100 dragones para atacar 6 tolderías que se hallaban a 5 leguas. Tanto la columna, como el campamento fueron atacados por los indígenas, muriendo de la Piedra y el explorador Basilio Villarino el 26 de enero de 1785. El cacique Lorenzo Calpisqui, quien retuvo rehenes, pidió la paz que luego fue aceptada por el virrey Marqués de Loreto.
El Parlamento de Lonquilmo de 1784 en Chile acordó incorporar al Butalmapu pehuenche el Puel Mapu, frenando los ataques de los aucas: 

Artículo 3º. Que los de las fronteras de la ciudad de Mendoza, Malalhue, Mamey Mapu, Pwelche, Wijiches Serranos y demás habitantes de las Pampas de Buenos Aires habían de formar una parcialidad con los Pewenches de Maule, Chillán, Antuco y Villucura.

Este artículo del Parlamento de Lonquilmo tenía como única finalidad acordar la paz con los indios vecinos de ajena jurisdicción para acabar con las correrías. En efecto, el Rey por Real Orden, datada en Aranjuez el 31 de mayo de 1784, se dirige al Presidente de Chile, Ambrosio de Benavides, diciendo que, no teniendo el Coronel Fernando Hurtado, que va a ejercer el Gobierno e Intendencia de la isla de Chiloé y sus adyacentes, conocimiento de los indios fronterizos y manera de tratarlos, manda que Ambrosio O'Higgins le dé las instrucciones tanto para la paz como para la guerra con los citados indios. En desempeño de esta comisión oficial, O'Higgins dice:

[...]. En su consecuencia iré disponiendo mediante mi tal cual influjo sobre estas naciones de indios contiguos, el mejor modo de consolidar la paz, ya establecida en los Butalmapús, procurando extender hacia las jurisdicciones y parcialidades de indios que confinan con Valdivia y Chile, la dependencia que desde muchos años habíamos de haber exigido a las naciones interiores, obligándoles a conformarse a vivir con más honradez, cuando no fuese conseguible por medios suaves, desistiendo de las correrías, que tan en perjuicio, particularmente de los pueblos y comercio de Buenos Aires, suelen ejercer comúnmente los indios que habitan las cordilleras distantes de este mando, situados a la parte oriental de Chile y Valdivia, con nombre de Huilliches, Pehuenches y Pampas, los que como quiera que intermedian estas otras naciones de más inmediatas cordilleras que cubren por el costado del este la parte habitada de los españoles, dividiendo el Reino de Chile de las Pampas de Buenos Aires no reconocen todavía sujeción a los presidentes de Chile, sólo trasciende la autoridad e influjo de este mando a las naciones más cercanas debiendo extenderse lo mismo por lo que respecta nuestras conexiones con los indios de los Llanos y costa de Arauco, que se extendían con nombre de reducciones desde el Biobio (nuestra barrera por el lado del sur) hasta la jurisdicción de Valdivia.

Ambrosio O'Higgins expresa que, en el parlamento general que tuvo lugar en 1784, creyó conveniente señalar el distrito territorial de los cuatro Butalmapús o gobiernos indios, haciendo comprender a estos la fuerza y poder de la dominación española por "toda la extensión territorial de los países situados al sur de Biobio hasta las tierras magallánicas, y las que atraviesan por la parte interior desde las Provincias del Río de la Plata hasta este mar del sur" teniendo en mira que los indios reconozcan y respeten la autoridad del Rey. Su idea era la sumisión pacífica de los indios vecinos, aunque de ajena jurisdicción. O'Higgins, también, dijo:

[...] parece que por el otro lado de las cordilleras y confines del Virreinato de Buenos Aires no se encuentra esta disposición obediente y pacífica de los indios de aquellos territorios y pienso que a menos que allí se logre contener y escarmentarlos como merecen sus excesos y como puede esperarse del celo notorio y eficacia de aquel gobierno, darán mucho que hacer y como haber sido por el que han experimentado en los años pasados a este lado, y el cuidado que aquí tenemos a no faltarles en cosa alguna, ni permitir a los españoles fronterizos el hacerles agravio. [...].

Y O'Higgins, siendo Presidente y Capitán General de Chile, por oficio de fecha 1° de julio de 1789, dirigido al Virrey de Buenos Aires, expresó:

Comunico a V. E. esta noticia principalmente para su debida inteligencia y lo que pueda conducir para las providencias que hayan tomado con ocasión de las de igual naturaleza ocurridos por la Patagonia y demás costas del Norte de la jurisdicción de V. E., de que se ha servido darme parte.

El ataque sobre Zapallar y Cruz Alta ocurrió en septiembre de 1785.
En 1790, se firmó la paz, fijándose la frontera en el río Salado, permitiéndose a los indígenas comerciar en las poblaciones fronterizas. Además se firmó otro tratado de paz con el cacique Lorenzo Calpisqui.
En 1796, se firmó un tratado de paz con los ranqueles. Ese año Félix de Azara, a pedido del virrey Pedro Melo de Portugal, partió con 168 hombres el 14 de marzo en misión de reconocimiento del río Salado hasta su desembocadura. También murió Calpisqui, sin que los tehuelches volvieran a tener un líder general.
En 1804, el explorador Justo Molina partió de Chillán, acompañado entre otros por dos de sus hijos y el capitán Jara, cruzando por el Paso de Alico (actual Paso de lagunas de Epulafquen) en compañía de un grupo de pehuenches, con rumbo a Buenos Aires a través del Mamüll Mapu. Su viaje se frustró ante la crecida del Chadileuvú y se dirigió a Mendoza y de allí a Buenos Aires. De regreso an 1805 pasó por los toldos de Carripilún en Marivil y llegó al Fuerte Ballenar (Antuco, en Chile) por el Paso de Pichachén.
En 1806, el coronel Luis de la Cruz con 20 soldados recorrió en 47 días desde el Fortín Ballenar hasta Melincué para levantar un mapa, sin ser molestado por los pehuenches ni los ranqueles, con quienes confraternizó. Cruzó la cordillera de los Andes por el Paso de Antuco.
Durante las Invasiones Inglesas el enviado indígena Felipe viajó a Buenos Aires el 17 de agosto de 1806 para ofrecer en nombre de 16 caciques pampas, tehuelches y pehuenches los auxilios que se necesitasen para expulsar a los británicos. 

(...) que estaban prontos a franquear gente, cavallos y quantos auxilios dependiesen de su arbitrio para que ese Ilustre Cabildo echase mano dellos contra los colorados, cuio nombre dio a los ingleses (...) que tendrían mucho gusto que se les ocupase contra hombres tan malos como los colorados (...)

El cabildo le dio las gracias y le entregó aguardiente y yerba como regalo. El 15 de septiembre retornó junto con el cacique Catemilla (Catermilla o Cateremilla) con el mismo ofrecimiento. Catemilla informó que los 16 caciques habían concertado la paz con los ranqueles, quienes se encargarían de defender la frontera de un ataque británico desde las salinas hasta la cordillera de los Andes, mientras que los 16 caciques protegerían la costa marítima desde el Tuyú hasta Carmen de Patagones en tres líneas defensivas. El 22 de diciembre de ese año una delegación de 10 caciques se presentó en Buenos Aires con iguales proposiciones de ayudar a expulsar a los colorados, siendo recibidos por el cabildo. El 29 de diciembre se presentaron los caciques Epugner, Errepuento y Turruñamquii (a nombre de los caciques Chuli Laguini, Paylaguan, Cateremilla, Negro, Marciús, Lorenzo, Guaycolam, Peñascal, Luna y Quintuny) y fueron recibidos por el cabildo, que aceptó el ofrecimiento de 10 000 guerreros acampados en la laguna de Cabeza de Buey y en las cercanías de Tapalqué, pero les encargó custodiar las costas impidiendo que los indígenas se acercaran a Buenos Aires diciéndoles que les comunicaría se precisaba su ayuda. Liniers reconoció al cacique ranquel Carripilún como virrey y rey de todos los pampas, le regaló un uniforme de general.

## Frontera de Mendoza antes del virreinato del Río de la Plata
La región de Cuyo perteneció a Chile hasta 1776, siendo hasta entonces parte de los tratados y parlamentos firmados por los capitanes generales de Chile. 
En 1712, pehuenches y huiliches saquearon la ciudad de San Luis. A mediados de 1720 aucas atacaron las poblaciones de Las Pulgas, Morros y Santa Bárbara en San Luis.
Como parte de la rebelión pehuenche de 1769, pehuenches y ranqueles efectuaron un malón sobre Mendoza y en febrero de 1770 los pehuenches realizaron otro. Por disputas internas al finalizar la rebelión, en 1770 un grupo pehuenche cruzó los Andes y se estableció en la zona del río Malargüe (Malalhue), constituyéndose en los pehuenches de Malargüe. En diciembre, atacaron el Fuerte de San Carlos, erigido ese año para consolidar la frontera de Mendoza. En 1771, fue erigido el Fuerte de San Juan Nepomuceno. En agosto de 1776, aucas al mando de los caciques Guelacol y Guilletun atacaron San Carlos. En 1777, fue atacada la estancia de Juan Martínez de Rozas. En 1778 los huilliches atacaron la frontera mendocina en Potrerillos, Capri y Zapata.

## Frontera de Mendoza durante el Virreinato del Río de la Plata
En 1778, el virrey Pedro de Ceballos nombró a José Francisco de Amigorena maestre de campo de milicias de Mendoza y San Juan, agregándole el virrey Vértiz el mando de las milicias de San Luis y el título de comandante de armas y de frontera de Mendoza. Amigorena llevó adelante una guerra ofensiva contra los indígenas, expedicionando 15 veces, 6 de ellas a La Pampa. En 1779 expedicionó hasta el Atuel. Ofreció la paz, que los pehuenches de Malargüe aceptaron luego de la campaña del Campanario de febrero a marzo de 1780 contra el anciano cacique pehuenche Guentenao (muerto durante la misma, junto con un hermano de Ancán Amún llamado Lliguenquén y el capitanejo Longopay). El 14 de diciembre de 1780 se firmó en la ciudad de Mendoza la paz con el cacique principal Marcos Roco (o Troco, yerno y sucesor de Guentenao o Guantanao e hijo del puelche Juan Goico), representado por su esposa Ignacia Guantanao, María Yanquipi (representando a otro cacique), y los caciques Raigán, Raigapán, Antepán y Peñalife. Como garantía quedaron de rehenes familiares de los caciques pehuenches, debiendo instalarse los derrotados a pocas leguas al sur del Fuerte de San Carlos.
La negociación con el cacique ranquel Carripilún no se concretó y Amigorena llevó adelante una segunda ofensiva militar en febrero y marzo de 1781. Cuando el cacique principal pehuenche de Malargüe, Ancán Amún (en el cargo desde 1780), invadió llegando hasta el Carrizal, Amigorena atacó las tolderías de la zona entre los ríos Diamante y Atuel, matando a 140 y llevando prisioneros a 120. Luego la paz fue ampliada, también en Mendoza, el 20 de abril y el 16 de agosto de 1781 a los caciques Piempán, Puñalef, Loncopán, Lincopí, Malgamain, Peileguén y otros. Algunos indígenas quedaron como rehenes para garantizar el cumplimiento de los pactos y otros fueron asentados en las cercanías del Fuerte de San Carlos (permanecieron allí hasta 1806).
El 24 de octubre de 1783, Ancán Amún (o Anca Namún) firmó la paz con Amigorena en la ciudad de Mendoza, siendo reconocido como gobernador de la Nación Pehuenche. También firmó su subordinado Longopán, quien ya había acordado la paz en diciembre de 1780 y se hallaba instalado con su tribu a pocas leguas al sur del Fuerte de San Carlos. El documento firmado expresa que se les trataría como a fieles y leales vasallos de su Magestad siempre que:

se declarasen por enemigos de las otras naciones enemigas y no sujetas a obediencia y por amigos de los españoles.

En 1784, también viajó a Mendoza Pichintur, hermano de Ancán Amún, para firmar la paz en los mismos términos que su hermano.
Entre febrero y marzo de 1784, Amigorena expedicionó en busca de Llanquitur y de Paillatur, pero estos escaparon hacia los Andes y luego firmaron la paz con los españoles de Concepción en Chile. En diciembre de 1784, el cacique pampa ranquel Ignacio Creyo (yerno del huiliche ranquel Paillatur), que estaba refugiado entre los pehuenches de Ancán Amún, fue asesinado por éste y su tribu fue masacrada a fines de enero de 1785. Entre abril y mayo de 1787, Amigorena expedicionó hacia La Pampa, sin hallar a Llanquitur. 
En septiembre de 1787, los pehuenches de Malargüe y de Varvarco marcharon hacia las tolderías de Llanquitur, quien ya había despedido a sus aliados, y lo derrotaron matando a su hermano Ñancucheo y a los caciques Antemain, Carripil y Ancain. Después de regresar de la expedición contra los huilliches, que el invierno anterior habían devastado sus territorios, los pehuenches de Varvarco y de Malargüe pidieron realizar un parlamento, el cual se realizó el 17 de octubre de 1787 cerca del río Salado, no lejos de las tolderías de los pehuenches de Malargüe, hasta donde Amigorena había avanzado con 100 soldados. Participaron los caciques pehuenches Pichintur (Pinchintur), Cañihuán (ambos hermanos de Ancán Amún, muerto de viruela ese mismo año), y otros 9 de Malargüe; y Currilipi (cacique de Varvarco o de los piñones y primo de Pichintur) y otros 13 más. Pichintur fue elegido en el parlamento como gobernador de la Nación Pehuenche. Amigorena se comprometió a enviar al Neuquén a dos soldados bien armados para proteger durante un mes las tolderías de Currilipi. El cacique huiliche ranquel Lanquetur (Llanquetur, Yanquetur o Yanquetruz el rebelde, hermano de Paillatur) continuó en guerra atacando los toldos de Currilipi, pero fue rechazado por los fusileros mendocinos allí asentados y luego pidió la paz. La guerra entre los pehuenches de Malargüe y los huiliches instalados en La Pampa se había desatado por el control de los pasos cordilleranos de Villacura, Antuco, Alico, Anegado, Cerro Colorado y Curicó, que estaban en poder pehuenche. 
Debido a que los pehuenches estaban en paz con el gobierno, eran hostilizados por los huiliches, por lo que Pichintur viajó a la ciudad de Mendoza a solicitar auxilio para hacer una expedición. A fines de enero de 1788, el comandante del Fuerte de San Carlos, Francisco Esquivel y Aldao, salió con 50 milicianos y las fuerzas de Pichintur, realizando la primera campaña sobre el territorio del Neuquén. Recorrieron 2.000 km llegando hasta Peña Haichel (Las Lajas) y Picún Leufú. Atacaron 7 tolderías huiliches (entre ellas las de Llanquitur, Pablo Levenopán y Arceabel), derrotándolos completamente y matando a un centenar, entre ellos 10 caciques y capitanejos. Tomaron 350 prisioneros, rescataron 7 cautivos y se apoderaron de 20.000 cabezas de ganado. Ese año fue refundada la Villa de San Carlos, junto al fuerte.
En marzo, Levenopán y el pehuenche rebelde Calbuyllán se presentaron en San Carlos, separándose de Llanquitur. Este volvió a la guerra a fines del invierno intentando atacar a los pehuenches de Varvarco, pero fueron auxiliados por 40 milicianos chilenos al mando del sargento Francisco Vivanco y el 16 de diciembre de 1788 fue muerto por el pehuenche Currilipy (Currilipi). Siendo luego asesinado Currilipy con su tribu, en pleno invierno, en venganza por los huiliches de Comepayu (Caneu Payun), sucesor de Llanquitur.
En 1792, los huiliches habían conseguido reponerse como para volver a amenazar a los pehuenches, por lo que estos solicitaron nuevos auxilios a Mendoza. Amigorena envió a Aldao con una división que contó con el apoyo de Pichintur y otros 7 caciques pehuenches, que avanzó hasta cerca de la confluencia de los ríos Limay y Neuquén. El 3 de junio de 1792 atacaron a 6 tribus huiliches en el paraje Nuyegalei, matando a 5 caciques con unas 50 familias y tomando 160 prisioneros, 1.500 caballos y ganado.
En marzo de 1794, para poner fin a las guerras ancestrales entre huiliches y ranqueles por un lado y pehuenches por el otro, los caciques principales de los primeros, Canapayún y Carripilún pidieron la paz a los pehuenches de Roco. Entre el 19 y el 21 de mayo de 1794, se reunieron en el Fuerte de San Carlos los caciques: Carilef (de los pehuenches que vivían en San Carlos desde 1781), Pichintur, Caniguán, Buenocal, Roco, Antepán, Nancutripai, Guayquinao, Antipán, Carenao y Bartolo Güelecal, para tratar sobre la paz, que aprobaron. En 1796, la aprobó también Vértiz, comunicándoselo a Carripilún para que se presentase a firmarla.
En septiembre de 1794, Carripulún y Cheglen firmaron la paz con el comandante de la frontera de Córdoba, Simón de Gorordo, pero la negociación con Mendoza continuó demorada. Una epidemia de viruela diezmó ese año a muchos indígenas, muriendo varios caciques, produciéndose además enfrentamientos entre huiliches y ranqueles.
Entre fines de 1795 y mediados de 1798, se produjo una guerra entre los pehuenches de Malargüe y los de Varvarco, situados a ambos lados de la cordillera de los Andes, resultando en la muerte de Pichintur a manos de Rayguán. El 16 de mayo, Amigorena los reunió firmando la paz, pero fue poco después fue asesinado el cacique principal Rayguán de los pehuenches de Varvarco por Millanguir y la paz se rompió. Millanguir, hijo de Ancán Amún, fue elegido cacique gobernador de los pehuenches. El 12 de agosto de 1796, Amigorena reunió a los pehuenches en parlamento en San Carlos, participando: Millanguir, Antipán, Pichicolemilla, Raquillant, Guaiquilao, Leviant, Guanimaín, Carilef, Pañichiñe, Millatur y otros, junto con el puelche Bartolo Güelecal. A pedido del capitán general de Chile se hizo una reunión general de paz en Chillán el 3 de marzo de 1798. Como Millanguir y Roco (cacique más anciano y respetado de los pehuenches) faltaron a la reunión, Amigorena los reunió en San Carlos junto con otros pehuenches entre el 31 de mayo y el 1 de junio de 1798 para leerles lo acordado y destituyó a Millanguir nombrando nuevo gobernador de los pehuenches de Malargüe y dependencias a Pichicolemilla y como su teniente al cacique Paiñichiñé.
El explorador chileno Justo Molina, junto al cacique Butacolimilla, en 1798 reconoció el camino que conducía a Mendoza desde los pasos cordilleranos neuquinos. En 1799, exploró el río Neuquén en compañía de 105 indígenas durante 17 días.
El 6 de julio de 1799 fue firmado por Amigorena en el Fuerte de San Carlos el tratado de paz de los ranqueles con Mendoza, con la presencia de los pehuenches del cacique gobernador Pichicolemilla, que también firmaron la paz con los ranqueles, la cacica María Josefa Goico y José Goico, en representación de los oscoyanes (facción de los puelches algarroberos), numerosos caciques y capitanejos y 344 indios lanzas. Se reconoció como cacique gobernador de los ranqueles a Carripilún. Los huiliches continuaron en guerra con los españoles y Carripilún se comprometió a informar sobre sus movimientos hostiles.
El 2 de octubre de 1799 murió Amigorena y lo sucedió interinamente Francisco Javier de Rosas, quien hizo que el comandante de San Carlos parlamentara con el cacique rebelde Colimilla, aceptando la paz el 11 de noviembre de 1799. 
En mayo de 1800 lo sucedió Faustino Ansay, quien hizo reunir en parlamento el 2 de abril de 1805 en San Carlos a 23 caciques y 11 capitanejos. Se firmó un tratado en el que se acordó la fundación del Fuerte San Rafael del Diamante y su capilla, creado ese mismo año.

## Frontera de Córdoba durante el virreinato del Río de la Plata
En marzo de 1776 fue realizada la primera expedición española a la Pampa Central al mando del coronel de milicias José Benito Acosta, quien con 1.050 hombres partió de Punta del Sauce (La Carlota) por el camino de las Víboras (Marivilú) y atacó las tolderías del cacique Lebián en Telén. Se logró el rescate del algunos cautivos tomados el año anterior.
En marzo de 1780 ranqueles y aucas atacaron Río Cuarto.

## Fuertes y fortines

Fuertes y fortines en las Pampas antes de la Campaña del Desierto

Durante su gobierno, el virrey Sobremonte hizo construir dos líneas de fuertes. La primera servía de vanguardia, adentrándose en territorio «bárbaro infiel», y la segunda era la «retaguardia», más importante y en el caso de Córdoba se apoyaba en el río Cuarto y continuaba con la línea fortificada que iba desde Cuyo a Buenos Aires.
En 1810, la frontera con los indígenas de la Pampa estaba custodiada por una línea de fuertes y fortines: 
- Actual Provincia de Buenos Aires: Fuerte de Chascomús (Chascomús), Fuerte de Ranchos (Ranchos), Guardia del Monte (San Miguel del Monte), Fuerte de Lobos, Guardia de San Lorenzo (Navarro), Fuerte San José de Luján (Mercedes), Fortín San Claudio de Areco (Carmen de Areco), Fuerte de Salto, Guardia de Rojas (Rojas).
- Actual Provincia de Santa Fe: Melincué y San José de la Esquina, y creado por el Teniente de Gobernador político y militar Prudencio María Gastañaduy en 1796 el Fuerte de los Sunchales (Sunchales).
- Actual Provincia de Córdoba: fortines San Rafael de Loboy (cerca del Saladillo),[32] San Carlos, Pilar, Reducción, Lomitas, San Fernando de Sampacho, San Bernardo, Concepción del Río Cuarto, Loreto (Zapallar) y Totora y los fuertes Punta del Sauce (La Carlota), Santa Catalina y Asunción de las Tunas.[33]
- Actual Provincia de San Luis: Fuerte de San Lorenzo del Chañar (Pedernera), San José del Bebedero.
- Actual Provincia de Mendoza: Fuerte de San Carlos y San Rafael del Diamante.

Los fuertes y guardias fueron fundados en: Fuerte de Arrecifes (1736), Guardia del Zanjón (1745), Fuerte de Pergamino (1749), Fuerte San José de Luján (1752), Guardia del Salto (1752), Guardia del Samborombón (1760), Guardia del Juncal (1771), Fortín San Claudio de Areco (1771), Guardia del Monte (1774), Fortín San Pedro de Lobos (1777), Fortín San Lorenzo de Navarro (1777), Guardia de San Francisco de Rojas (1777), Fuerte de Chascomús (1779), Fuerte de Carmen de Patagones (1779), Fuerte Nuestra Señora del Pilar de los Ranchos (1781), Fuerte Nuestra Señora de las Mercedes (1781).

## Blandengues y milicias
El Cuerpo de Blandengues de la Frontera de Buenos Aires fue inicialmente creado para la defensa de la frontera contra los indígenas. En 1752 el Cabildo de Buenos Aires creó tres compañías denominadas: “Valerosa”, situada entre Luján y la Guardia de Luján (Mercedes); “Invenzible” para Salto, y “Atrevidos” para la Laguna de los Lobos, situada luego en el Zanjón (pago de Magdalena), posteriormente denominada “Conquistadora”. En 1779, pasaron a Chascomús, Monte y Rojas. En 1780, las 6 compañías existentes de 94 plazas cada una, fueron agrupadas en un cuerpo, elevado a clase veterana mediante la Real Orden del 5 de julio de 1784. En 1783, fue asentado en Ranchos. Custodiaban la frontera de Buenos Aires, de casi 900 km, en la que guarnecían los 6 fuertes y guardias de la frontera, mientras que las milicias custodiaban los 5 fortines intermedios: Fuerte de Chascomús, Guardia de Ranchos, Guardia del Monte, Fortín de Lobos, Fortín de Navarro, Guardia de Luján, Fortín de Areco, Guardia del Salto, Guardia de Rojas, Fortín Mercedes y Fortín Melincué.
Las milicias fueron reorganizadas a partir del Reglamento para las Milicias, disciplinas de Infantería y Caballería del Virreynato de Buenos Ayres, aprobado por S. M. y mandado observar inviolablemente, aprobado por Real Cédula del 14 de enero de 1801. La frontera quedó defendida por las siguientes unidades milicianas:
- En la Frontera de Luján: 
  - Regimiento de Voluntarios de Caballería de la Frontera de Buenos Aires: con cuatro escuadrones y un total de 1.204 plazas
- En la campaña de Buenos Aires: 5 compañías independientes a cargo del comandante de Frontera, distribuidas en 6 fortines, instruidas por el Cuerpo de Blandengues
- En La Carlota:
  - Compañía de Partidarios de la Frontera de Córdoba: con 100 plazas
- En la ciudad de Mendoza: 
  - Regimiento de Voluntarios de Caballería de Mendoza: con dos escuadrones y un total de 600 plazas
  - Compañía de Voluntarios de Artillería de Mendoza: con 54 plazas
- En la ciudad de San Luis: 
  - Regimiento de Voluntarios de Caballería de San Luis: con dos escuadrones y un total de 600 plazas